# Strangeland
Strangeland é o quarto álbum de estúdio da banda britânica Keane. Foi lançado no dia 4 de maio de 2012 pela Island Records. É o primeiro álbum completo desde Perfect Symmetry (2008), bem como o primeiro em que o baixista Jesse Quin participa como membro oficial permanente. O nome do álbum foi divulgado juntamente com as listas das músicas no final de fevereiro de 2012. Ele foi precedido pelo single "Silenced by the Night" lançado em 13 de março de 2012. "Silenced by the Night" rapidamente tornou-se um hit na Europa.
"You Are Young", apesar de não ter sido lançado como single, ficou em #91 no Hot 100 Brasil.

## Faixas
| Edição padrão |                         |         |  |
| N.º           | Título                  | Duração |  |
| 1.            | "You Are Young"         | 3:35    |  |
| 2.            | "Silenced by the Night" | 3:16    |  |
| 3.            | "Disconnected"          | 3:57    |  |
| 4.            | "Watch How You Go"      | 3:40    |  |
| 5.            | "Sovereign Light Café"  | 3:38    |  |
| 6.            | "On the Road"           | 3:56    |  |
| 7.            | "The Starting Line"     | 4:12    |  |
| 8.            | "Black Rain"            | 3:46    |  |
| 9.            | "Neon River"            | 4:52    |  |
| 10.           | "Day Will Come"         | 3:11    |  |
| 11.           | "In Your Own Time"      | 3:43    |  |
| 12.           | "Sea Fog"               | 3:25    |  |

| Faixas adicionais da Edição Deluxe |                 |         |  |
| N.º                                | Título          | Duração |  |
| 13.                                | "Strangeland"   | 4:36    |  |
| 14.                                | "Run with Me"   | 3:30    |  |
| 15.                                | "The Boys"      | 3:33    |  |
| 16.                                | "It's Not True" | 3:49    |  |

| Faixas adicionais da Edição Japonesa |                 |         |  |
| N.º                                  | Título          | Duração |  |
| 13.                                  | "Strangeland"   | 4:36    |  |
| 14.                                  | "Run with Me"   | 3:30    |  |
| 15.                                  | "The Boys"      | 3:33    |  |
| 16.                                  | "It's Not True" | 3:49    |  |
| 17.                                  | "Myth"          | 4:55    |  |

- A versão do iTunes se aplica à Versão Japonesa com a inclusão da música "Myth".

Caixa da Edição Deluxe
Embalado em um livro de capa dura A4 tamanho mesa de café, o box set inclui: Strangeland edição de luxo do álbum CD. DVD com cinco performances ao vivo, trailers de álbuns e cenas de bastidores. O livro de 20 páginas possui fotos exclusivas dos bastidores do álbum, tiradas por Alex Lake.

## Histórico de lançamento
| País           | Data               | Formato              | Gravadora          |
| -------------- | ------------------ | -------------------- | ------------------ |
| Alemanha       | 4 de maio de 201   | CD, download digital | Island Records     |
| Reino Unido    | 7 de maio de 2012  | CD, download digital | Island Records     |
| Estados Unidos | 8 de maio de 2012  | CD, download digital | Interscope Records |
| Japão          | 9 de maio de 2012  | CD, download digital | Island Records     |
| Austrália      | 11 de maio de 2012 | CD, download digital | Island Records     |
| Brasil         | 28 de maio de 2012 | CD                   | Universal Music    |

## Recepção da crítica
| Críticas profissionais | Críticas profissionais |
| Pontuações agregadas   | Pontuações agregadas   |
| Fonte                  | Avaliação              |
| ---------------------- | ---------------------- |
| Metacritic             | (60/100)               |
| Avaliações da crítica  |                        |
| Fonte                  | Avaliação              |
| Allmusic               | [ 7 ]                  |
| Entertainment Weekly   | (B)                    |
| NME                    | (6/10)                 |
| BBC                    | (negativo)             |
| Daily Express          | [ 11 ]                 |
| Digital Spy            | [ 12 ]                 |
| The Guardian           | [ 13 ]                 |
| The Independent        | [ 14 ]                 |
| musicOMH               | [ 15 ]                 |
| The Observer           | [ 16 ]                 |

Strangeland recebeu críticas mistas dos críticos de música após a seu lançamento. O Metacritic atribuiu uma classificação normalizada 1 de 100 por opiniões de críticos convencionais, o álbum recebeu uma pontuação média de 60 com base em 17 críticas, o que indica "críticas mistas ou médias". Chuck Campbell do Knoxville News Sentinel diz que dispõe Strangeland com "canções [que] são mais complexas, as suas mensagens mais complicadas e o nuance sonoro e saturado em um brilho enfático", elogiando o produtor Dan Grech-Marguerat para "dar equilíbrio ao drama e deixando melodia e mensagem de envolver os ouvintes e levá-las de distância."
Sputnikmusic deu ao álbum três estrelas e meia de cinco, comentando que, "embora não há nada abertamente impressionante acontecendo no departamento instrumental aqui (ou em todo o álbum), Strangeland tinha estruturas musicais variadas, conceitos líricos interessantes, e uma sensação coesa, concluindo que é um bom álbum, mas não um ótimo álbum que vai ser apreciado por fãs do clássico Keane."
Helen Lear de The Music escreveu que Strangeland "ainda vai soar para alguns como indie-pop meio-fora-da-estrada" e "muito bonito o que você esperaria de Keane", mas "o tempo é visivelmente mais otimista e o estilo mais diversa do que álbuns anteriores" e "oferece um pouco mais de diversão em um estilo adulto que pode atrair novos fãs para tirar uma escuta." Chris Roberts da BBC criticou Strangeland como "um Scurry ousado de volta para a zona de conforto", e que "Keane falta sangue, vísceras e músculos", com o álbum, em última análise classificado como "um passo um pouco triste para trás." John Murphy de musicOMH avaliou o álbum com duas estrelas de cinco, onde "melodias são indigestas e previsíveis" , com "um balde inteiro de clichês", chamando Strangeland de "prova positiva de que jogar pelo seguro nem sempre é a melhor opção." Ian Gittins da Virgin Media que sentiu o álbum foi "grande passo musical de volta do experimentalismo doloso de Perfect Symmetry, um recorde que viu Keane na dança de contratação do produtor Stuart Price e pulando longe da sua zona de conforto", comentando que o álbum "encontra-se bastante para trás no meio da estrada" (citando a música On the Road do álbum).